# Mistrzostwa Świata w Piłce Ręcznej Kobiet 1971
IV mistrzostwa świata w piłce ręcznej kobiet rozegrano w Holandii. Piłkarki ręczne z NRD wygrały wszystkie 5 meczów i 19 grudnia 1971 r. zyskały miano najlepszych na świecie.

## I runda

### Grupa A

#### Mecze
| RFN   | 10:7  | Japonia |
| Dania | 11:7  | Japonia |
| Dania | 12:11 | RFN     |

#### Tabela
| Poz | Kraj    | Pkt | BZ | BS | BB |
| --- | ------- | --- | -- | -- | -- |
| 1   | Dania   | 4   | 23 | 18 | +5 |
| 2   | RFN     | 2   | 21 | 19 | +2 |
| 3   | Japonia | 0   | 14 | 21 | -7 |

### Grupa B

#### Mecze
| Jugosławia | 14:7  | Norwegia |
| Rumunia    | 8:6   | Norwegia |
| Jugosławia | 12:12 | Rumunia  |

#### Tabela
| Poz | Kraj       | Pkt | BZ | BS | BB |
| --- | ---------- | --- | -- | -- | -- |
| 1   | Jugosławia | 3   | 26 | 19 | +7 |
| 2   | Rumunia    | 3   | 20 | 18 | +2 |
| 3   | Norwegia   | 0   | 13 | 21 | -8 |

### Grupa C

#### Mecze
| Węgry | 12:3 | Holandia |
| NRD   | 15:8 | Holandia |
| NRD   | 9:8  | Węgry    |

#### Tabela
| Poz | Kraj     | Pkt | BZ | BS | BB  |
| --- | -------- | --- | -- | -- | --- |
| 1   | NRD      | 4   | 24 | 16 | +8  |
| 2   | Węgry    | 2   | 20 | 12 | +8  |
| 3   | Holandia | 0   | 11 | 27 | -16 |

## Runda główna

### Grupa I

#### Mecze
| Rumunia | 11:11 | Dania   |
| NRD     | 12:10 | Rumunia |
| NRD     | 12:7  | Dania   |

#### Tabela
| Poz | Kraj    | Pkt | BZ | BS | BB |
| --- | ------- | --- | -- | -- | -- |
| 1   | NRD     | 4   | 24 | 17 | +7 |
| 2   | Rumunia | 1   | 21 | 23 | -2 |
| 3   | Dania   | 1   | 18 | 23 | -5 |

### Grupa II

#### Mecze
| Jugosławia | 11:8  | RFN   |
| Węgry      | 12:10 | RFN   |
| Jugosławia | 12:6  | Węgry |

#### Tabela
| Poz | Kraj       | Pkt | BZ | BS | BB |
| --- | ---------- | --- | -- | -- | -- |
| 1   | Jugosławia | 4   | 23 | 14 | +9 |
| 2   | Węgry      | 2   | 18 | 22 | -4 |
| 3   | RFN        | 0   | 18 | 23 | -5 |

## Mecze finałowe

### Mecz o 5. miejsce
| RFN | 13:9 | Dania |

### Mecz o 3. miejsce
| Węgry | 12:11 | Rumunia |

### Finał
| NRD | 11:8 | Jugosławia |